# Total War: Warhammer II
Total War: Warhammer II é um jogo eletrônico de estratégia por turnos desenvolvido pela Creative Assembly e publicado pela Sega. É parte da série Total War e sequência direta do jogo Total War: Warhammer, de 2016. Assim como seu predecessor, é ambientado no mundo Warhammer Fantasy da Games Workshop. Foi lançado exclusivamente para Microsoft Windows, em 28 de setembro de 2017. Warhammer II foi bem recebido pelo público e pela crítica.